# Heineken Cup 2009/10
Der Heineken Cup 2009/10 war die 15. Ausgabe des Heineken Cup (Vorgänger des European Rugby Champions Cup), dem wichtigsten europäischen Pokalwettbewerb im Rugby Union. Es waren 24 Mannschaften aus sechs Ländern beteiligt. Das erste der insgesamt 78 Spiele wurde am 9. Oktober 2009 ausgetragen, das Finale fand am 22. Mai 2010 im Stade de France in Saint-Denis statt. Titelverteidiger war das irische Team Leinster Rugby, den Pokal gewann Stade Toulousain aus Frankreich.

## Modus
Die Teilnehmer wurden am 9. Juni 2009 in sechs Gruppen mit je vier Mannschaften eingeteilt. Die Setzreihenfolge basierte auf den Ergebnissen der einzelnen Vereine in den vorangegangenen Jahren. Jede Mannschaft spielte je ein Heim- und ein Auswärtsspiel gegen die drei Gruppengegner. In der Gruppenphase erhalten die Mannschaften
- vier Punkte für einen Sieg
- zwei Punkte für ein Unentschieden
- einen Bonuspunkt bei vier oder mehr Versuchen
- einen Bonuspunkt bei einer Niederlage mit sieben oder weniger Punkten Differenz

Für das Viertelfinale qualifizierten sich die sechs Gruppensieger (nach Anzahl gewonnener Punkte auf den Plätzen 1–6 klassiert) und die zwei besten Gruppenzweiten (auf den Plätzen 7–8 klassiert). Mannschaften auf den Plätzen 1–4 hatten im Viertelfinale Heimrecht. Es spielten der Erste gegen den Achten, der Zweite gegen den Siebten, der Dritte gegen den Sechsten und der Vierte gegen den Fünften. Drei der vier übrig gebliebenen Gruppenzweiten qualifizierten sich für das Viertelfinale im European Challenge Cup 2009/10.

## Gruppenphase

### Gruppe 1
|    | Team                   | Spiele | Siege | Unent. | Ndlg. | Spiel- punkte | Diff. | Bonus- punkte | Tabellen- punkte |
| -- | ---------------------- | ------ | ----- | ------ | ----- | ------------- | ----- | ------------- | ---------------- |
| 1. | Munster Rugby          | 6      | 5     | 0      | 1     | 185:94        | + 91  | 4             | 24               |
| 2. | Northampton Saints     | 6      | 4     | 0      | 2     | 138:104       | + 34  | 3             | 19               |
| 3. | USA Perpignan          | 6      | 2     | 0      | 4     | 108:123       | − 15  | 3             | 11               |
| 4. | Benetton Rugby Treviso | 6      | 1     | 0      | 5     | 68:178        | − 110 | 1             | 5                |

| 10. Oktober 2009 13:30 MESZ | Benetton Rugby Treviso | 9 : 8 | USA Perpignan | Stadio Comunale di Monigo, Treviso Zuschauer: 2.800 |
| 10. Oktober 2009 13:30 MESZ | Bericht                |       |               | Stadio Comunale di Monigo, Treviso Zuschauer: 2.800 |

| 10. Oktober 2009 18:00 WESZ | Northampton Saints | 31 : 27 | Munster Rugby | Franklin’s Gardens, Northampton Zuschauer: 13.550 |
| 10. Oktober 2009 18:00 WESZ | Bericht            |         |               | Franklin’s Gardens, Northampton Zuschauer: 13.550 |

| 16. Oktober 2009 21:00 MESZ | USA Perpignan | 29 : 13 | Northampton Saints | Stade Aimé-Giral, Perpignan Zuschauer: 12.854 |
| 16. Oktober 2009 21:00 MESZ | Bericht       |         |                    | Stade Aimé-Giral, Perpignan Zuschauer: 12.854 |

| 17. Oktober 2009 13:35 WESZ | Munster Rugby | 41 : 10 | Benetton Rugby Treviso | Thomond Park, Limerick Zuschauer: 26.000 |
| 17. Oktober 2009 13:35 WESZ | Bericht       |         |                        | Thomond Park, Limerick Zuschauer: 26.000 |

| 11. Dezember 2009 20:00 WEZ | Munster Rugby | 24 : 23 | USA Perpignan | Thomond Park, Limerick Zuschauer: 26.000 |
| 11. Dezember 2009 20:00 WEZ | Bericht       |         |               | Thomond Park, Limerick Zuschauer: 26.000 |

| 12. Dezember 2009 20:00 WEZ | Northampton Saints | 30 : 18 | Benetton Rugby Treviso | Franklin’s Gardens, Northampton Zuschauer: 12.071 |
| 12. Dezember 2009 20:00 WEZ | Bericht            |         |                        | Franklin’s Gardens, Northampton Zuschauer: 12.071 |

| 19. Dezember 2009 14:30 MEZ | Benetton Rugby Treviso | 18 : 21 | Northampton Saints | Stadio Comunale di Monigo, Treviso Zuschauer: 2.500 |
| 19. Dezember 2009 14:30 MEZ | Bericht                |         |                    | Stadio Comunale di Monigo, Treviso Zuschauer: 2.500 |

| 20. Dezember 2009 16:00 MEZ | USA Perpignan | 14 : 37 | Munster Rugby | Stade Aimé-Giral, Perpignan Zuschauer: 14.282 |
| 20. Dezember 2009 16:00 MEZ | Bericht       |         |               | Stade Aimé-Giral, Perpignan Zuschauer: 14.282 |

| 16. Januar 2010 14:35 MEZ | Benetton Rugby Treviso | 7 : 44 | Munster Rugby | Stadio Comunale di Monigo, Treviso Zuschauer: 6.000 |
| 16. Januar 2010 14:35 MEZ | Bericht                |        |               | Stadio Comunale di Monigo, Treviso Zuschauer: 6.000 |

| 17. Januar 2010 14:35 MEZ | Northampton Saints | 34 : 0 | USA Perpignan | Franklin’s Gardens, Northampton Zuschauer: 13.081 |
| 17. Januar 2010 14:35 MEZ | Bericht            |        |               | Franklin’s Gardens, Northampton Zuschauer: 13.081 |

| 22. Januar 2010 20:00 WEZ | Munster Rugby | 12 : 9 | Northampton Saints | Thomond Park, Limerick Zuschauer: 26.000 |
| 22. Januar 2010 20:00 WEZ | Bericht       |        |                    | Thomond Park, Limerick Zuschauer: 26.000 |

| 22. Januar 2010 21:00 MEZ | USA Perpignan | 34 : 6 | Benetton Rugby Treviso | Stade Aimé-Giral, Perpignan Zuschauer: 9.554 |
| 22. Januar 2010 21:00 MEZ | Bericht       |        |                        | Stade Aimé-Giral, Perpignan Zuschauer: 9.554 |

### Gruppe 2
|    | Team                  | Spiele | Siege | Unent. | Ndlg. | Spiel- punkte | Diff. | Bonus- punkte | Tabellen- punkte |
| -- | --------------------- | ------ | ----- | ------ | ----- | ------------- | ----- | ------------- | ---------------- |
| 1. | Biarritz Olympique    | 6      | 5     | 0      | 1     | 188:97        | + 91  | 3             | 23               |
| 2. | Gloucester Rugby      | 6      | 4     | 0      | 2     | 119:129       | − 10  | 1             | 17               |
| 3. | Glasgow Warriors      | 6      | 2     | 0      | 4     | 120:140       | − 20  | 1             | 9                |
| 4. | Newport Gwent Dragons | 6      | 1     | 0      | 5     | 108:169       | − 61  | 2             | 6                |

| 9. Oktober 2009 20:00 WESZ | Gloucester Rugby | 19 : 17 | Newport Gwent Dragons | Kingsholm Stadium, Gloucester Zuschauer: 11.846 |
| 9. Oktober 2009 20:00 WESZ | Bericht          |         |                       | Kingsholm Stadium, Gloucester Zuschauer: 11.846 |

| 10. Oktober 2009 15:45 WESZ | Glasgow Warriors | 18 : 22 | Biarritz Olympique | Firhill Stadium, Glasgow Zuschauer: 3.111 |
| 10. Oktober 2009 15:45 WESZ | Bericht          |         |                    | Firhill Stadium, Glasgow Zuschauer: 3.111 |

| 16. Oktober 2009 19:30 WESZ | Newport Gwent Dragons | 22 : 14 | Glasgow Warriors | Rodney Parade, Newport Zuschauer: 6.119 |
| 16. Oktober 2009 19:30 WESZ | Bericht               |         |                  | Rodney Parade, Newport Zuschauer: 6.119 |

| 17. Oktober 2009 14:35 MESZ | Biarritz Olympique | 42 : 15 | Gloucester Rugby | Parc des Sports d’Aguiléra, Biarritz Zuschauer: 10.200 |
| 17. Oktober 2009 14:35 MESZ | Bericht            |         |                  | Parc des Sports d’Aguiléra, Biarritz Zuschauer: 10.200 |

| 11. Dezember 2009 19:30 WEZ | Glasgow Warriors | 33 : 11 | Gloucester Rugby | Firhill Stadium, Glasgow Zuschauer: 4.462 |
| 11. Dezember 2009 19:30 WEZ | Bericht          |         |                  | Firhill Stadium, Glasgow Zuschauer: 4.462 |

| 13. Dezember 2009 13:45 MEZ | Biarritz Olympique | 49 : 13 | Newport Gwent Dragons | Parc des Sports d’Aguiléra, Biarritz Zuschauer: 6.000 |
| 13. Dezember 2009 13:45 MEZ | Bericht            |         |                       | Parc des Sports d’Aguiléra, Biarritz Zuschauer: 6.000 |

| 19. Dezember 2009 13:35 WEZ | Newport Gwent Dragons | 8 : 26 | Biarritz Olympique | Parc y Scarlets, Llanelli Zuschauer: 672 |
| 19. Dezember 2009 13:35 WEZ | Bericht               |        |                    | Parc y Scarlets, Llanelli Zuschauer: 672 |

Das Spiel musste nach Llanelli verlegt werden, da das Spielfeld in Swansea gefroren war.
| 20. Dezember 2009 12:45 WEZ | Gloucester Rugby | 19 : 6 | Glasgow Warriors | Kingsholm Stadium, Gloucester Zuschauer: 10.342 |
| 20. Dezember 2009 12:45 WEZ | Bericht          |        |                  | Kingsholm Stadium, Gloucester Zuschauer: 10.342 |

| 15. Januar 2010 19:30 WEZ | Glasgow Warriors | 28 : 25 | Newport Gwent Dragons | Firhill Stadium, Glasgow Zuschauer: 2.626 |
| 15. Januar 2010 19:30 WEZ | Bericht          |         |                       | Firhill Stadium, Glasgow Zuschauer: 2.626 |

| 16. Januar 2010 15:00 WEZ | Gloucester Rugby | 23 : 8 | Biarritz Olympique | Kingsholm Stadium, Gloucester Zuschauer: 10.103 |
| 16. Januar 2010 15:00 WEZ | Bericht          |        |                    | Kingsholm Stadium, Gloucester Zuschauer: 10.103 |

| 24. Januar 2010 13:45 MEZ | Biarritz Olympique | 41 : 20 | Glasgow Warriors | Parc des Sports d’Aguiléra, Biarritz Zuschauer: 8.000 |
| 24. Januar 2010 13:45 MEZ | Bericht            |         |                  | Parc des Sports d’Aguiléra, Biarritz Zuschauer: 8.000 |

| 24. Januar 2010 12:45 WEZ | Newport Gwent Dragons | 23 : 32 | Gloucester Rugby | Rodney Parade, Newport Zuschauer: 5.653 |
| 24. Januar 2010 12:45 WEZ | Bericht               |         |                  | Rodney Parade, Newport Zuschauer: 5.653 |

### Gruppe 3
|    | Team                  | Spiele | Siege | Unent. | Ndlg. | Spiel- punkte | Diff. | Bonus- punkte | Tabellen- punkte |
| -- | --------------------- | ------ | ----- | ------ | ----- | ------------- | ----- | ------------- | ---------------- |
| 1. | ASM Clermont Auvergne | 6      | 4     | 0      | 2     | 201:120       | + 81  | 5             | 21               |
| 2. | Ospreys               | 6      | 4     | 1      | 1     | 188:121       | + 67  | 2             | 20               |
| 3. | Leicester Tigers      | 6      | 3     | 1      | 2     | 187:123       | + 64  | 4             | 18               |
| 4. | Rugby Viadana         | 6      | 0     | 0      | 6     | 83:295        | − 212 | 0             | 0                |

| 10. Oktober 2009 16:00 MESZ | ASM Clermont Auvergne | 36 : 18 | Rugby Viadana | Stade Marcel-Michelin, Clermont-Ferrand Zuschauer: 13.970 |
| 10. Oktober 2009 16:00 MESZ | Bericht               |         |               | Stade Marcel-Michelin, Clermont-Ferrand Zuschauer: 13.970 |

| 11. Oktober 2009 12:45 WESZ | Leicester Tigers | 32 : 32 | Ospreys | Welford Road Stadium, Leicester Zuschauer: 20.029 |
| 11. Oktober 2009 12:45 WESZ | Bericht          |         |         | Welford Road Stadium, Leicester Zuschauer: 20.029 |

| 17. Oktober 2009 14:30 MESZ | Rugby Viadana | 13 : 46 | Leicester Tigers | Stadio Luigi Zaffanella, Viadana Zuschauer: 4.320 |
| 17. Oktober 2009 14:30 MESZ | Bericht       |         |                  | Stadio Luigi Zaffanella, Viadana Zuschauer: 4.320 |

| 18. Oktober 2009 12:45 WESZ | Ospreys | 25 : 24 | ASM Clermont Auvergne | Liberty Stadium, Swansea Zuschauer: 9.238 |
| 18. Oktober 2009 12:45 WESZ | Bericht |         |                       | Liberty Stadium, Swansea Zuschauer: 9.238 |

| 12. Dezember 2009 14:30 MEZ | Rugby Viadana | 7 : 62 | Ospreys | Stadio Luigi Zaffanella, Viadana Zuschauer: 8.348 |
| 12. Dezember 2009 14:30 MEZ | Bericht       |        |         | Stadio Luigi Zaffanella, Viadana Zuschauer: 8.348 |

| 13. Dezember 2009 16:00 MEZ | ASM Clermont Auvergne | 40 : 30 | Leicester Tigers | Stade Marcel-Michelin, Clermont-Ferrand Zuschauer: 14.657 |
| 13. Dezember 2009 16:00 MEZ | Bericht               |         |                  | Stade Marcel-Michelin, Clermont-Ferrand Zuschauer: 14.657 |

| 19. Dezember 2009 14:30 WEZ | Ospreys | 45 : 19 | Rugby Viadana | Liberty Stadium, Swansea Zuschauer: 7.974 |
| 19. Dezember 2009 14:30 WEZ | Bericht |         |               | Liberty Stadium, Swansea Zuschauer: 7.974 |

| 19. Dezember 2009 18:00 WEZ | Leicester Tigers | 20 : 15 | ASM Clermont Auvergne | Welford Road Stadium, Leicester Zuschauer: 21.286 |
| 19. Dezember 2009 18:00 WEZ | Bericht          |         |                       | Welford Road Stadium, Leicester Zuschauer: 21.286 |

| 16. Januar 2010 14:00 WEZ | Leicester Tigers | 47 : 8 | Rugby Viadana | Welford Road Stadium, Leicester Zuschauer: 21.726 |
| 16. Januar 2010 14:00 WEZ | Bericht          |        |               | Welford Road Stadium, Leicester Zuschauer: 21.726 |

| 16. Januar 2010 16:45 MEZ | ASM Clermont Auvergne | 27 : 7 | Ospreys | Stade Marcel-Michelin, Clermont-Ferrand Zuschauer: 15.482 |
| 16. Januar 2010 16:45 MEZ | Bericht               |        |         | Stade Marcel-Michelin, Clermont-Ferrand Zuschauer: 15.482 |

| 23. Januar 2010 14:35 MEZ | Rugby Viadana | 20 : 59 | ASM Clermont Auvergne | Stadio Luigi Zaffanella, Viadana Zuschauer: 1.800 |
| 23. Januar 2010 14:35 MEZ | Bericht       |         |                       | Stadio Luigi Zaffanella, Viadana Zuschauer: 1.800 |

| 23. Januar 2010 13:35 WEZ | Ospreys | 17 : 12 | Leicester Tigers | Liberty Stadium, Swansea Zuschauer: 15.626 |
| 23. Januar 2010 13:35 WEZ | Bericht |         |                  | Liberty Stadium, Swansea Zuschauer: 15.626 |

### Gruppe 4
|    | Team            | Spiele | Siege | Unent. | Ndlg. | Spiel- punkte | Diff. | Bonus- punkte | Tabellen- punkte |
| -- | --------------- | ------ | ----- | ------ | ----- | ------------- | ----- | ------------- | ---------------- |
| 1. | Stade Français  | 6      | 4     | 0      | 2     | 123:95        | + 28  | 2             | 18               |
| 2. | Ulster Rugby    | 6      | 4     | 0      | 2     | 127:94        | + 33  | 1             | 17               |
| 3. | Edinburgh Rugby | 6      | 3     | 0      | 3     | 64:94         | − 30  | 1             | 13               |
| 4. | Bath Rugby      | 6      | 1     | 0      | 5     | 84:116        | − 32  | 3             | 7                |

| 9. Oktober 2009 19:30 WESZ | Ulster Rugby | 26 : 12 | Bath Rugby | Ravenhill Stadium, Belfast Zuschauer: 10.914 |
| 9. Oktober 2009 19:30 WESZ | Bericht      |         |            | Ravenhill Stadium, Belfast Zuschauer: 10.914 |

| 10. Oktober 2009 14:35 MESZ | Stade Français | 31 : 7 | Edinburgh Rugby | Stade Jean-Bouin, Paris Zuschauer: 8.933 |
| 10. Oktober 2009 14:35 MESZ | Bericht        |        |                 | Stade Jean-Bouin, Paris Zuschauer: 8.933 |

| 17. Oktober 2009 15:45 WESZ | Edinburgh Rugby | 17 : 13 | Ulster Rugby | Murrayfield Stadium, Edinburgh Zuschauer: 5.747 |
| 17. Oktober 2009 15:45 WESZ | Bericht         |         |              | Murrayfield Stadium, Edinburgh Zuschauer: 5.747 |

| 18. Oktober 2009 15:00 WESZ | Bath Rugby | 27 : 29 | Stade Français | Recreation Ground, Bath Zuschauer: 11.700 |
| 18. Oktober 2009 15:00 WESZ | Bericht    |         |                | Recreation Ground, Bath Zuschauer: 11.700 |

| 12. Dezember 2009 13:35 WEZ | Ulster Rugby | 23 : 13 | Stade Français | Ravenhill Stadium, Belfast Zuschauer: 11.000 |
| 12. Dezember 2009 13:35 WEZ | Bericht      |         |                | Ravenhill Stadium, Belfast Zuschauer: 11.000 |

| 13. Dezember 2009 15:00 WEZ | Bath Rugby | 16 : 9 | Edinburgh Rugby | Recreation Ground, Bath Zuschauer: 11.600 |
| 13. Dezember 2009 15:00 WEZ | Bericht    |        |                 | Recreation Ground, Bath Zuschauer: 11.600 |

| 19. Dezember 2009 13:35 WEZ | Edinburgh Rugby | 9 : 6 | Bath Rugby | Murrayfield Stadium, Edinburgh Zuschauer: 5.238 |
| 19. Dezember 2009 13:35 WEZ | Bericht         |       |            | Murrayfield Stadium, Edinburgh Zuschauer: 5.238 |

| 20. Dezember 2009 15:00 MEZ | Stade Français | 29 : 16 | Ulster Rugby | Stade Jean-Bouin, Paris Zuschauer: 3.700 |
| 20. Dezember 2009 15:00 MEZ | Bericht        |         |              | Stade Jean-Bouin, Paris Zuschauer: 3.700 |

Das Spiel hätte ursprünglich im König-Baudouin-Stadion in Brüssel stattfinden sollen, doch heftige Schneefälle erforderten eine Verlegung nach Paris.
| 15. Januar 2010 20:00 WEZ | Ulster Rugby | 21 : 13 | Edinburgh Rugby | Ravenhill Stadium, Belfast Zuschauer: 8.262 |
| 15. Januar 2010 20:00 WEZ | Bericht      |         |                 | Ravenhill Stadium, Belfast Zuschauer: 8.262 |

| 16. Januar 2010 14:35 MEZ | Stade Français | 15 : 13 | Bath Rugby | Stade Jean-Bouin, Paris Zuschauer: 11.800 |
| 16. Januar 2010 14:35 MEZ | Bericht        |         |            | Stade Jean-Bouin, Paris Zuschauer: 11.800 |

| 23. Januar 2010 15:45 WEZ | Bath Rugby | 10 : 28 | Ulster Rugby | Recreation Ground, Bath Zuschauer: 10.845 |
| 23. Januar 2010 15:45 WEZ | Bericht    |         |              | Recreation Ground, Bath Zuschauer: 10.845 |

| 23. Januar 2010 15:45 WEZ | Edinburgh Rugby | 9 : 7 | Stade Français | Murrayfield Stadium, Edinburgh Zuschauer: 3.792 |
| 23. Januar 2010 15:45 WEZ | Bericht         |       |                | Murrayfield Stadium, Edinburgh Zuschauer: 3.792 |

### Gruppe 5
|    | Team             | Spiele | Siege | Unent. | Ndlg. | Spiel- punkte | Diff. | Bonus- punkte | Tabellen- punkte |
| -- | ---------------- | ------ | ----- | ------ | ----- | ------------- | ----- | ------------- | ---------------- |
| 1. | Stade Toulousain | 6      | 5     | 0      | 1     | 143:92        | + 51  | 3             | 23               |
| 2. | Cardiff Blues    | 6      | 4     | 0      | 2     | 149:104       | + 45  | 2             | 18               |
| 3. | Sale Sharks      | 6      | 3     | 0      | 3     | 126:153       | − 27  | 2             | 14               |
| 4. | Harlequins       | 6      | 0     | 0      | 6     | 102:171       | − 69  | 2             | 2                |

| 10. Oktober 2009 13:35 WESZ | Cardiff Blues | 20 : 6 | Harlequins | Cardiff City Stadium, Cardiff Zuschauer: 11.127 |
| 10. Oktober 2009 13:35 WESZ | Bericht       |        |            | Cardiff City Stadium, Cardiff Zuschauer: 11.127 |

| 11. Oktober 2009 16:00 MESZ | Stade Toulousain | 36 : 17 | Sale Sharks | Stadium Municipal, Toulouse Zuschauer: 28.534 |
| 11. Oktober 2009 16:00 MESZ | Bericht          |         |             | Stadium Municipal, Toulouse Zuschauer: 28.534 |

| 16. Oktober 2009 20:00 WESZ | Sale Sharks | 27 : 26 | Cardiff Blues | Edgeley Park, Stockport Zuschauer: 8.156 |
| 16. Oktober 2009 20:00 WESZ | Bericht     |         |               | Edgeley Park, Stockport Zuschauer: 8.156 |

| 17. Oktober 2009 18:00 WESZ | Harlequins | 19 : 23 | Stade Toulousain | The Stoop, London Zuschauer: 12.032 |
| 17. Oktober 2009 18:00 WESZ | Bericht    |         |                  | The Stoop, London Zuschauer: 12.032 |

| 12. Dezember 2009 15:45 WEZ | Cardiff Blues | 15 : 9 | Stade Toulousain | Cardiff City Stadium, Cardiff Zuschauer: 10.511 |
| 12. Dezember 2009 15:45 WEZ | Bericht       |        |                  | Cardiff City Stadium, Cardiff Zuschauer: 10.511 |

| 13. Dezember 2009 12:45 WEZ | Harlequins | 19 : 29 | Sale Sharks | The Stoop, London Zuschauer: 10.533 |
| 13. Dezember 2009 12:45 WEZ | Bericht    |         |             | The Stoop, London Zuschauer: 10.533 |

| 19. Dezember 2009 14:35 MEZ | Stade Toulousain | 23 : 7 | Cardiff Blues | Stadium Municipal, Toulouse Zuschauer: 30.530 |
| 19. Dezember 2009 14:35 MEZ | Bericht          |        |               | Stadium Municipal, Toulouse Zuschauer: 30.530 |

| 20. Dezember 2009 15:00 WEZ | Sale Sharks | 21 : 17 | Harlequins | Edgeley Park, Stockport Zuschauer: 7.764 |
| 20. Dezember 2009 15:00 WEZ | Bericht     |         |            | Edgeley Park, Stockport Zuschauer: 7.764 |

| 16. Januar 2010 15:45 WEZ | Cardiff Blues | 36 : 19 | Sale Sharks | Cardiff City Stadium, Cardiff Zuschauer: 9.172 |
| 16. Januar 2010 15:45 WEZ | Bericht       |         |             | Cardiff City Stadium, Cardiff Zuschauer: 9.172 |

| 17. Januar 2010 16:00 MEZ | Stade Toulousain | 33 : 21 | Harlequins | Stade Ernest-Wallon, Toulouse Zuschauer: 17.535 |
| 17. Januar 2010 16:00 MEZ | Bericht          |         |            | Stade Ernest-Wallon, Toulouse Zuschauer: 17.535 |

| 24. Januar 2010 15:00 WEZ | Harlequins | 20 : 45 | Cardiff Blues | The Stoop, London Zuschauer: 10.788 |
| 24. Januar 2010 15:00 WEZ | Bericht    |         |               | The Stoop, London Zuschauer: 10.788 |

| 24. Januar 2010 15:00 WEZ | Sale Sharks | 13 : 19 | Stade Toulousain | Edgeley Park, Stockport Zuschauer: 7.820 |
| 24. Januar 2010 15:00 WEZ | Bericht     |         |                  | Edgeley Park, Stockport Zuschauer: 7.820 |

### Gruppe 6
|    | Team           | Spiele | Siege | Unent. | Ndlg. | Spiel- punkte | Diff. | Bonus- punkte | Tabellen- punkte |
| -- | -------------- | ------ | ----- | ------ | ----- | ------------- | ----- | ------------- | ---------------- |
| 1. | Leinster Rugby | 6      | 4     | 1      | 1     | 154:60        | + 94  | 4             | 22               |
| 2. | Scarlets       | 6      | 4     | 0      | 2     | 116:147       | − 31  | 1             | 17               |
| 3. | London Irish   | 6      | 3     | 1      | 2     | 140:94        | + 46  | 3             | 17               |
| 4. | CA Brive       | 6      | 0     | 0      | 6     | 68:177        | − 109 | 1             | 1                |

Die Scarlets klassierten sich aufgrund der besseren Ergebnisse in den Direktbegegnungen vor London Irish.
| 9. Oktober 2009 20:00 WESZ | Leinster Rugby | 9 : 12 | London Irish | RDS Arena, Dublin Zuschauer: 18.500 |
| 9. Oktober 2009 20:00 WESZ | Bericht        |        |              | RDS Arena, Dublin Zuschauer: 18.500 |

| 10. Oktober 2009 15:00 WESZ | Scarlets | 24 : 12 | CA Brive | Parc y Scarlets, Llanelli Zuschauer: 8.062 |
| 10. Oktober 2009 15:00 WESZ | Bericht  |         |          | Parc y Scarlets, Llanelli Zuschauer: 8.062 |

| 17. Oktober 2009 15:00 WESZ | London Irish | 25 : 27 | Scarlets | Madejski Stadium, Reading Zuschauer: 11.947 |
| 17. Oktober 2009 15:00 WESZ | Bericht      |         |          | Madejski Stadium, Reading Zuschauer: 11.947 |

| 17. Oktober 2009 15:00 MESZ | CA Brive | 16 : 45 | Leinster Rugby | Stade Amédée-Domenech, Brive-la-Gaillarde Zuschauer: 11.300 |
| 17. Oktober 2009 15:00 MESZ | Bericht  |         |                | Stade Amédée-Domenech, Brive-la-Gaillarde Zuschauer: 11.300 |

| 12. Dezember 2009 18:00 WEZ | Scarlets | 7 : 32 | Leinster Rugby | Parc y Scarlets, Llanelli Zuschauer: 9.012 |
| 12. Dezember 2009 18:00 WEZ | Bericht  |        |                | Parc y Scarlets, Llanelli Zuschauer: 9.012 |

| 12. Dezember 2009 19:00 MEZ | CA Brive | 3 : 36 | London Irish | Stade Amédée-Domenech, Brive-la-Gaillarde Zuschauer: 9.000 |
| 12. Dezember 2009 19:00 MEZ | Bericht  |        |              | Stade Amédée-Domenech, Brive-la-Gaillarde Zuschauer: 9.000 |

| 19. Dezember 2009 15:00 WEZ | London Irish | 34 : 13 | CA Brive | Madejski Stadium, Reading Zuschauer: 9.275 |
| 19. Dezember 2009 15:00 WEZ | Bericht      |         |          | Madejski Stadium, Reading Zuschauer: 9.275 |

| 19. Dezember 2009 15:45 WEZ | Leinster Rugby | 39 : 7 | Scarlets | RDS Arena, Dublin Zuschauer: 18.500 |
| 19. Dezember 2009 15:45 WEZ | Bericht        |        |          | RDS Arena, Dublin Zuschauer: 18.500 |

| 16. Januar 2010 18:00 WEZ | Leinster Rugby | 27 : 10 | CA Brive | RDS Arena, Dublin Zuschauer: 17.836 |
| 16. Januar 2010 18:00 WEZ | Bericht        |         |          | RDS Arena, Dublin Zuschauer: 17.836 |

| 17. Januar 2010 12:45 WEZ | Scarlets | 31 : 22 | London Irish | Parc y Scarlets, Llanelli Zuschauer: 7.017 |
| 17. Januar 2010 12:45 WEZ | Bericht  |         |              | Parc y Scarlets, Llanelli Zuschauer: 7.017 |

| 23. Januar 2010 19:00 MEZ | CA Brive | 17 : 20 | Scarlets | Stade Amédée-Domenech, Brive-la-Gaillarde Zuschauer: 7.000 |
| 23. Januar 2010 19:00 MEZ | Bericht  |         |          | Stade Amédée-Domenech, Brive-la-Gaillarde Zuschauer: 7.000 |

| 23. Januar 2010 18:00 WEZ | London Irish | 11 : 11 | Leinster Rugby | Twickenham Stadium, London Zuschauer: 37.323 |
| 23. Januar 2010 18:00 WEZ | Bericht      |         |                | Twickenham Stadium, London Zuschauer: 37.323 |

## K.-o.-Runde

### Setzliste
1. Munster Rugby
2. Biarritz Olympique
3. Stade Toulousain
4. Leinster Rugby
5. ASM Clermont Auvergne
6. Stade Français
7. Ospreys
8. Northampton Saints

### Viertelfinale
| 9. April 2010 20:00 | Leinster Rugby | 29 : 28         | ASM Clermont Auvergne                                                                                               | RDS Arena, Dublin Zuschauer: 20.000 Schiedsrichter: Dave Pearson (England) |
| 9. April 2010 20:00 | Versuche: Heaslip (2) 22. erh., 33. erh. Erhöhungen: Sexton (2/2) Straftritte: Sexton (5/6) 21., 37., 54., 65., 72. | (20:15) Bericht | Versuche: Malzieu (3) 11. erh., 44. n.erh., 62. erh. Erhöhungen: James (2/3) Straftritte: James (3/7) 16., 49., 60. | RDS Arena, Dublin Zuschauer: 20.000 Schiedsrichter: Dave Pearson (England) |

| 10. April 2010 16:00 | Biarritz Olympique | 29 : 28         | Ospreys | Estadio Anoeta, San Sebastián Zuschauer: 25.000 Schiedsrichter: George Clancy (Irland) |
| 10. April 2010 16:00 | Versuche: Ngwenya 11. erh. Balshaw 50. erh. Erhöhungen: Yachvili (2/2) Straftritte: Yachvili (2/3) 22., 48. Dropgoals: Traille (3/4) 1., 23., 60. | (16:13) Bericht | Versuche: Jones 19. erh. Byrne 35. n.erh. Walker 75. erh. Erhöhungen: Biggar (2/3) Straftritte: Biggar (2/4) 45., 53. Dropgoals: Biggar (1/4) 40. | Estadio Anoeta, San Sebastián Zuschauer: 25.000 Schiedsrichter: George Clancy (Irland) |

| 10. April 2010 17:30 | Munster Rugby | 33 : 19         | Northampton Saints                                                                            | Thomond Park, Limerick Zuschauer: 26.000 Schiedsrichter: Nigel Owens (Wales) |
| 10. April 2010 17:30 | Versuche: Warwick 4. n.erh. Howlett (2) 24. n.erh., 75. erh. de Villiers 52. erh. Erhöhungen: O’Gara (2/4) Straftritte: O’Gara (3/4) 1., 58., 67. | (13:16) Bericht | Versuche: Clarke 39. erh. Erhöhungen: Myler (1/1) Straftritte: Myler (4/4) 10., 16., 28., 55. | Thomond Park, Limerick Zuschauer: 26.000 Schiedsrichter: Nigel Owens (Wales) |

| 10. April 2010 17:30 | Stade Toulousain | 42 : 16         | Stade Français                                                                                | Stadium Municipal, Toulouse Zuschauer: 35.089 Schiedsrichter: Alan Lewis (Irland) |
| 10. April 2010 17:30 | Versuche: Jauzion 40. erh. Albacete 58. erh. Heymans 74. erh. Erhöhungen: Skrela (3/3) Straftritte: Skrela (7/9) 24., 32., 45., 48., 66., 70., 79. | (13:10) Bericht | Versuche: Roncero 20. erh. Erhöhungen: Beauxis (1/1) Straftritte: Beauxis (3/3) 26., 43., 47. | Stadium Municipal, Toulouse Zuschauer: 35.089 Schiedsrichter: Alan Lewis (Irland) |

### Halbfinale
| 1. Mai 2010 16:45 | Stade Toulousain                                                                                                | 26 : 16       | Leinster Rugby                                                                                         | Stadium Municipal, Toulouse Zuschauer: 34.951 Schiedsrichter: Nigel Owens (Wales) |
| 1. Mai 2010 16:45 | Versuche: Jauzion 55. erh. Skrela 60. erh. Erhöhungen: Skrela (2/2) Straftritte: Skrela (4/6) 4., 16., 30., 71. | (9:6) Bericht | Versuche: Heaslip 64. erh. Erhöhungen: Berne (1/1) Straftritte: Berne (2/2) 31., 40. Kearney (1/1) 42. | Stadium Municipal, Toulouse Zuschauer: 34.951 Schiedsrichter: Nigel Owens (Wales) |

| 2. Mai 2010 16:15 | Biarritz Olympique                                       | 18 : 7        | Munster Rugby                                    | Estadio Anoeta, San Sebastián Zuschauer: 30.900 Schiedsrichter: Dave Pearson (England) |
| 2. Mai 2010 16:15 | Straftritte: Yachvili (6/6) 39., 44., 65., 72., 78., 80. | (3:7) Bericht | Versuche: Earls 29. erh. Erhöhungen: Berne (1/1) | Estadio Anoeta, San Sebastián Zuschauer: 30.900 Schiedsrichter: Dave Pearson (England) |

### Finale
| 22. Mai 2010 18:00 | Biarritz Olympique                                                                               | 19 : 21        | Stade Toulousain                                                                                         | Stade de France, Saint-Denis Zuschauer: 78.962 Schiedsrichter: Wayne Barnes (England) |
| 22. Mai 2010 18:00 | Versuche: Hunt 73. erh. Erhöhungen: Courrent (1/1) Straftritte: Yachvili (4/4) 4., 15., 29., 48. | (9:12) Bericht | Straftritte: Fritz (1/1) 21. Skrela (3/5) 33., 36., 65. Dropgoals: Fritz (1/1) 38. Skrela (2/2) 51., 58. | Stade de France, Saint-Denis Zuschauer: 78.962 Schiedsrichter: Wayne Barnes (England) |

| 15                 | Iain Balshaw          |     |
| 14                 | Takudzwa Ngwenya      |     |
| 13                 | Arnaud Mignardi       |     |
| 12                 | Karmichael Hunt       |     |
| 11                 | Jean-Baptiste Gobelet | 59. |
| 10                 | Julien Peyrelongue    |     |
| 09                 | Dimitri Yachvili      | 69. |
| 08                 | Imanol Harinordoquy   |     |
| 07                 | Wenceslas Lauret      | 59. |
| 06                 | Magnus Lund           |     |
| 05                 | Trevor Hall           | 59. |
| 04                 | Jérôme Thion (c)      |     |
| 03                 | Campbell Johnstone    |     |
| 02                 | Benoît August         | 66. |
| 01                 | Eduard Coetzee        | 50. |
| Auswechselspieler: |                       |     |
| 16                 | Romain Terrain        | 66. |
| 17                 | Fabien Barcella       | 50. |
| 18                 | Rémy Hugues           |     |
| 19                 | Manuel Carizza        | 59. |
| 20                 | Florian Faure         | 59. |
| 21                 | Valentin Courrent     | 69. |
| 22                 | Philippe Bidabe       | 59. |
| 23                 | Ayoola Erinle         |     |

| 15                 | Clément Poitrenaud      | 68. |
| 14                 | Vincent Clerc           |     |
| 13                 | Florian Fritz           |     |
| 12                 | Yannick Jauzion         | 69. |
| 11                 | Maxime Medard           |     |
| 10                 | David Skrela            |     |
| 09                 | Byron Kelleher          |     |
| 08                 | Shaun Sowerby           | 69. |
| 07                 | Thierry Dusautoir (c)   |     |
| 06                 | Jean Bouilhou           |     |
| 05                 | Patricio Albacete       |     |
| 04                 | Romain Millo-Chluski    | 58. |
| 03                 | Benoît Lecouls          | 64. |
| 02                 | William Servat          | 74. |
| 01                 | Jean-Baptiste Poux      | 60. |
| Auswechselspieler: |                         |     |
| 16                 | Alberto Vernet Basualdo | 74. |
| 17                 | Daan Human              | 60. |
| 18                 | Census Johnston         | 64. |
| 19                 | Yoann Maestri           | 58. |
| 20                 | Louis Picamoles         | 69. |
| 21                 | Jean-Baptiste Élissalde |     |
| 22                 | Yann David              | 69. |
| 23                 | Cédric Heymans          | 68. |

## Statistik
Quelle: Statistik ERC

### Meiste erzielte Versuche
|   | Name             | Team                  | Versuche |
| - | ---------------- | --------------------- | -------- |
| 1 | Tommy Bowe       | Ospreys               | 7        |
| 2 | Chris Ashton     | Northampton Saints    | 6        |
| 2 | Scott Hamilton   | Leicester Tigers      | 6        |
| 2 | Takudzwa Ngwenya | Biarritz Olympique    | 6        |
| 5 | Julien Malzieu   | ASM Clermont Auvergne | 5        |
| 5 | Napolioni Nalaga | ASM Clermont Auvergne | 5        |

### Meiste erzielte Punkte
|   | Name             | Team                  | Punkte |
| - | ---------------- | --------------------- | ------ |
| 1 | Dimitri Yachvili | Biarritz Olympique    | 113    |
| 2 | Ronan O’Gara     | Munster Rugby         | 98     |
| 3 | Dan Biggar       | Ospreys               | 90     |
| 4 | Brock James      | ASM Clermont Auvergne | 76     |
| 5 | Ben Blair        | Cardiff Blues         | 75     |